# Иван Лендл
Иван Лендл (чеш. Ivan Lendl; 7. март 1960, Острави, Чехословачка) је бивши професионални тенисер, који је играо за Чехословачку и Сједињене Америчке Државе.

## Каријера
Његова највиша позиција на АТП листи било је 1. место, које је достигао 28. фебруара 1983. године. Био је доминантан током '80-их и почетком '90-их. Тенис магазин га је 2005. именовао једним од десет највећих тенисера свих времена.
У својој каријери, освојио је осам Гренд слем титула. Једанаест узастопних година достизао је бар једно финале гренд слема, што је рекорд који је касније изједначио Пит Сампрас.
28. фебруара 1983. по први пут се нашао на врху АТП листе, а своју доминацију светским тенисом потврдио је када је у финалу Отвореног првенства САД 1985. победио Џона Макенроа. Укупно је на врху АТП листе провео импозантних 270 недеља. Дуже од њега на тој позицији су били Роџер Федерер и Пит Сампрас.
Од децембра 2011. до марта 2014. и поново у периоду 2016-2017. био је први тренер шкотског тенисера Ендија Марија. Крајем 2018. године започео је тренерску сарадњу са Александром Зверевим.

## Гренд слем финала (19)

### Победе (8)
| Година | Турнир                                    | Противник у финалу | Резултат                |
| 1984.  | Отворено првенство Француске у тенису     | Џон Макенро        | 3–6, 2–6, 6–4, 7–5, 7–5 |
| 1985.  | Отворено првенство САД у тенису           | Џон Макенро        | 7–6, 6–3, 6–4           |
| 1986.  | Отворено првенство Француске у тенису(2)  | Микаел Пернфорс    | 6–3, 6–2, 6–4           |
| 1986.  | Отворено првенство САД у тенису(2)        | Милослав Мечирж    | 6–4, 6–2, 6–0           |
| 1987.  | Отворено првенство Француске у тенису(3)  | Матс Виландер      | 7–5, 6–2, 3–6, 7–6      |
| 1987.  | Отворено првенство САД у тенису(3)        | Матс Виландер      | 6–7, 6–0, 7–6, 6–4      |
| 1989.  | Отворено првенство Аустралије у тенису    | Милослав Мечирж    | 6–2, 6–2, 6–2           |
| 1990.  | Отворено првенство Аустралије у тенису(2) | Стефан Едберг      | 4–6, 7–6, 5–2 ret.      |

### Порази (11)
| Година | Турнир                                    | Противник у финалу | Резултат                |
| 1981.  | Отворено првенство Француске у тенису     | Бјерн Борг         | 6–1, 4–6, 6–2, 3–6, 6–2 |
| 1982.  | Отворено првенство САД у тенису           | Џими Конорс        | 6–3, 6–2, 4–6, 6–4      |
| 1983.  | Отворено првенство САД у тенису(2)        | Џими Конорс        | 6–3, 6–7, 7–5, 6–0      |
| 1983.  | Отворено првенство Аустралије у тенису    | Матс Виландер      | 6–1, 6–4, 6–4           |
| 1984.  | Отворено првенство САД у тенису(3)        | Џон Макенро        | 6–3, 6–4, 6–1           |
| 1985.  | Отворено првенство Француске у тенису(2)  | Матс Виландер      | 3–6, 6–4, 6–2, 6–2      |
| 1986.  | Вимблдон                                  | Борис Бекер        | 6–4, 6–3, 7–5           |
| 1987.  | Вимблдон (2)                              | Пет Кеш            | 7–6, 6–2, 7–5           |
| 1988.  | Отворено првенство САД у тенису(4)        | Матс Виландер      | 6–4, 4–6, 6–3, 5–7, 6–4 |
| 1989.  | Отворено првенство САД у тенису(5)        | Борис Бекер        | 7–6, 1–6, 6–3, 7–6      |
| 1991.  | Отворено првенство Аустралије у тенису(2) | Борис Бекер        | 1–6, 6–4, 6–4, 6–4      |

## Тенис Мастерс Купфинала (9)

### Победе (5)
| Година | Место одржавања | Противник у финалу | Резултат у финалу       |
| 1981   | Њујорк, САД     | Витас Герулајтис   | 6–7, 2–6, 7–6, 6–2, 6–4 |
| 1982   | Њујорк, САД     | Џон Макенро        | 6-4, 6-4, 6-2           |
| 1985   | Њујорк, САД     | Борис Бекер        | 6–2, 7–6, 6–3           |
| 1986   | Њујорк, САД     | Борис Бекер        | 6-4, 6-4, 6-4           |
| 1987   | Њујорк, САД     | Матс Виландер      | 6–2, 6–2, 6–3           |

### Порази (4)
| Година | Место одржавања | Противник у финалу | Резултат у финалу       |
| 1980   | Њујорк, САД     | Бјерн Борг         | 6–4, 6–2, 6–2           |
| 1983   | Њујорк, САД     | Џон Макенро        | 6–3, 6–4, 6–4           |
| 1985   | Њујорк, САД     | Џон Макенро        | 7–5, 6–0, 6–4           |
| 1984   | Њујорк, САД     | Борис Бекер        | 5–7, 7–6, 3–6, 6–2, 7–6 |

## Рекорди и достигнућа
- Освајач осам гренд слем титула (изједначен са Џимијем Конорсом и Андреом Агасијем, само шест тенисера је било боље у историји).
- Победио у 222 меча на гренд слем турнирима (изједначен с Конорсом и Агасијем).
- Достигао је осам узастопних финала на Отвореном првенству САД (1982—1989), а од тога је освојио три титуле (1985, 1986, 1987).
- Играо у три узастопна финала на Отвореном првенству Аустралије, четири на Отвореном првенству Француске и два на Вимблдону. Бјерн Борг, Рафаел Надал и Роџер Федерер су једини тенисери уз Лендла који су играли четири узастопна финала на ОП Француске.
- Лендл је достигао 27 полуфинала на 34 укупно одиграних гренд слем турнира.
- Други по броју достигнутих узастопних полуфинала у историји опен ере (иза Роџера Федерера).
- Током једанаест узастопних година (1981—1991) играо је макар једно гренд слем финале (изједначен са Питом Сампрасом, 1992-2002).
- Један од пет играча који су били на 1. месту АТП листе најмање три узастопне године (уз Конорса, Макенроа, Сампраса и Федерера).
- Један од пет играча који су били на 1. месту АТП листе током целе сезоне (уз Конорса, Сампраса, Лејтона Хјуита и Федерера).
- Четири пута је освојио награду ИТФ за тениског шампиона године (1985, 1986, 1987, 1990).
- Три пута га је АТП именовао за тенисера године (1985, 1986, 1987).
- Други по броју освојених турнира (94). Више од њега освојио је само Конорс (107).
- Трећи по броју недеља који је провео на врху АТП листе (270). Бољи од њега су само Федерер (302 недеље) и Сампрас (286 недеља).
- Дели друго место са Питом Сампрасом по броју освојених Тенис Мастерс Купова (5). Бољи је само Роџер Федерер (6).